# Wipfel

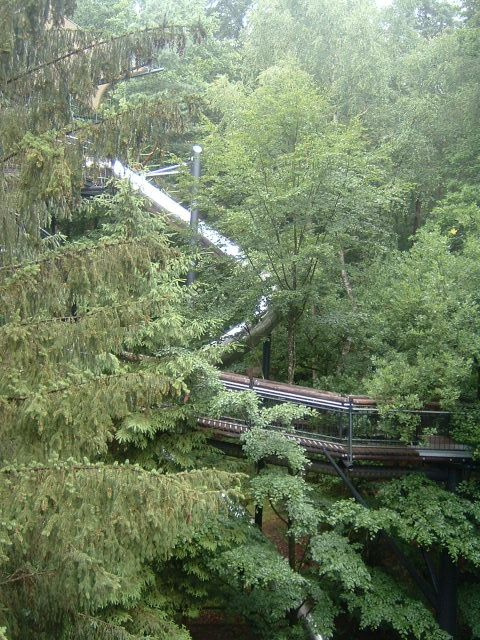
Pfad entlang der Wipfel

Als Wipfel oder Zopf, Krone, Baumkrone bezeichnet man die Spitze eines Baumes. Er bildet sich aus dem Ende des Stammes und ist meist noch mit Zweigen, Ästen und Blättern bzw. Nadeln versehen. Das Holz des Wipfelsbereichs wird als Zopfholz bezeichnet. Es ist nicht zu verwechseln mit dem Zopfstück.

## Etymologie und Verwendung
Im Grimmschen Wörterbuch wird der Wipfel als oberer, schwankender teil, sich bewegende spitze von pflanzen, besonders bäumen, im gegensatz zu den fester stehenden holzigen teilen wie stamm, äste, stengel beschrieben. Die hauptsächlichste Bedeutung wird bereits im Althochdeutschen  bezeugt, als der sich bewegende obere Teil eines Baumes. Es ist angelehnt an das mittelhochdeutsche Verb wipfen im Sinne von sich schwingend bewegen, hüpfen, das sich später in der Wippe wiederfindet.

## Wipfeln

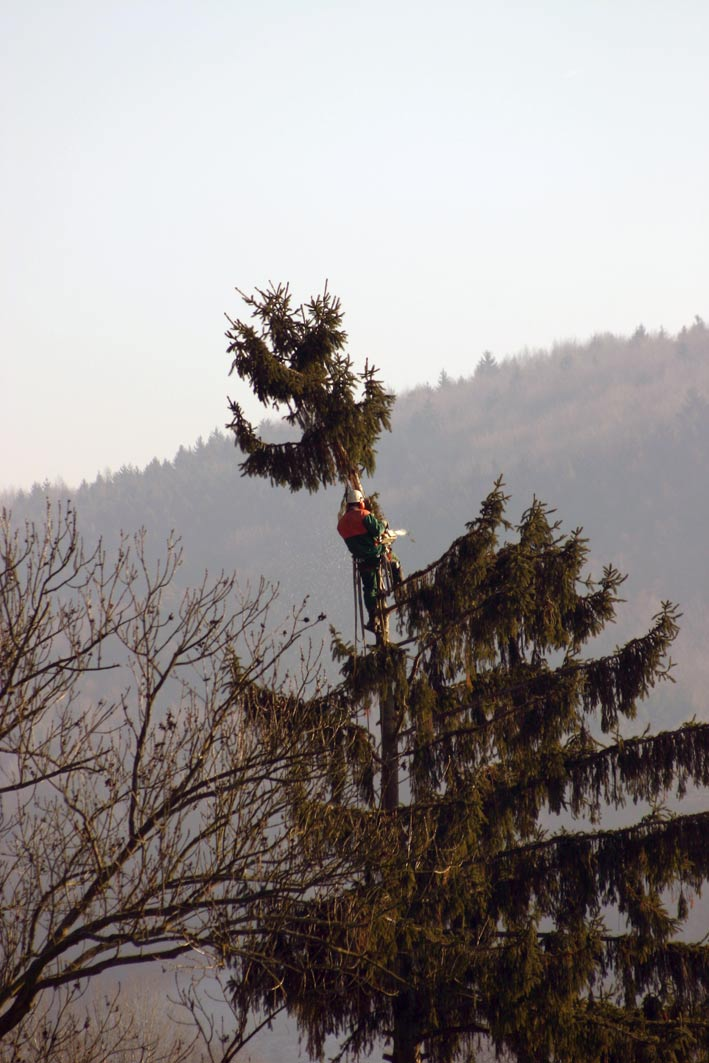
Entfernung des Wipfels

Als Wipfeln wird in der Obst- und Forstwirtschaft das Abschlagen des Wipfels eines Baumes bezeichnet. Der Zweck ist der Austrieb  jungen Holzes. Obstbäume, die fast dem Ausgehen nahe sind, bekommen hierdurch frische Kraft und werden wieder fruchtbar.
Der aktuell bevorzugt eingesetzte Verjüngungschnitt bei Obstbäumen, vermeidet ein reines Kappen der oberen Krone. Die zur Vergreisung neigenden Bäume werden zwar auch eingekürzt, aber die Schnitte erfolgen schonender und mit der Ableitung auf passendere Zweige werden große, sehr schlecht heilende Wunden vermieden, der Verjüngungschnitt erfolgt in der gesamten Baumkrone.
Historisch gesehen ist das Wipfeln der Ursprung des Christbaumes: Insbesondere die Tanne wurde im 19. Jahrhundert gewipfelt, um sie zu einem starkstämmigen Wuchs zu erziehen. Die dabei anfallenden, wohlgeformten und dichten Zöpfe wurden dann weiterverwendet.